# Bad Omens
«Bad Omens» — американський металкор гурт із Ричмонда, Вірджинія. Заснований у 2015 році фронтменом Ноа Себастьяном (Noah Sebastian), гітаристом Ніколасом Руфілло (Nicholas Ruffilo), та басистом Вінсентом Рік'є (Vincent Riquier). Згодом до групи ще приєдналися гітарист Йоаким «Jolly» Карлсон (Joakim «Jolly» Karlsson) та ударник Нік Фоліо (Nick Folio).

## Історія

### Ранні роки
Ідея створити «Bad Omens» виникла в 2013 році, коли Ноа Себастьян почав потайки писати тексти пісень. У 2014, Ноа Себастьян покинув свою першу групу, щоб створити «Bad Omens». Наступного 2015 року він з'єднався із старим другом Ніколасом Руфілло, щоб заснувати музичний гурт. Згодом до них приєднався Вінсент Рік'є, що зарекомендував їм свого друга із Швеції Джоллі Карлсона. Друг Джоллі запустив маленький лейбл, що спочатку продюсував пісні групи. Гурт шукав барабанщика і до них приєднався Нік Фоліо. Так утворилися «Bad Omens». Вони випустили свій безіменний демо-альбом, що включав необроблені версії дебютних пісень. Цей альбом зразу зауважив лейбл «Sumerian Records».

### Bad Omens(2015—2018)
Після місяців репетицій у підвалі Фоліо, група переїхала до Беллвілла, Нью-Джерсі, щоб записати свій дебютний альбом із продюсером Віллом Патні (Will Putney) на «Graphic Nature Audio». У грудні цього ж року підписала контракт із «Sumerian Records» та випустила сингл «Glass Houses» і музичне відео до нього на ютуб-каналі «Sumerian Records», привернувши до себе багато уваги. Місяць потому, група випустила «Exit Wounds». Взимку 2016 Bad Omens вирушили у свій перший крупний тур. Вони виступали на «Sumerian Records 10 Year Tour» разом із «Born of Osiris», «Veil of Maya», «After the Burial» та «ERRA». У квітні 2016 року був випущений сингл «The Worst In Me», завдяки якому «Bad Omens» попала у центр уваги. Група була взята «Ten Years in the Black Tour», хедлайнером якого були Asking Alexandria. Цей тур не тільки підвищив моральний дух гурту, а й зробив популярнішим їхній дебютний альбом, що був випущений 19 серпня 2016 року. Альбом отримав позитивні відгуки, а на сайті «Metal Injection» був оцінений у 8.5 балів із 10. Багато критиків порівнюють його із четвертим студійним альбомом «Bring Me the Horizon» «Sempiternal», випущеним у 2013 році, який можна вважати одним із найкращих метал-альбомів 21 століття. «Bad Omens», чия слава зростала, отримали місце у «Warped Tour 2017», під час якого привернула увагу поп-панк та метал слухачів. Цього ж року, Ноа Себастьян працював разом із американською дезкор групою «Winds of Plague» над їхнім п'ятим студійним альбомом «Blood of My Enemy». «Bad Omens» виступила у поки що найбільшому своєму турі підтримуючи «Parkway Drive» на їхньому Reverence tour разом із «Stick to Your Guns» весною 2018 року. Після туру група взяла перерву, щоб закінчити написання свого другого альбому.

### Finding God Before God Finds Me(2018–сьогодення)
9 липня 2018 року «Bad Omens» оголосили, що Вінсент Рік'є покинув групу через важку травму спини, що зробило неможливим його участь у турі групи. Це було оголошено на сторінках у соціальних мережах, а також через заяву самого Рік'є:
Декілька місяців назад, я повідомив напарників по групі, що я не буду більше спроможний їздити в тури з ними. Після того, як я минулого року травмував спину в Європі і відновлював сили, я обміркував усі аспекти свого життя; найбільш важливо, обмеження того, що я б міг витримати психічно і фізично. Моя звістка було зустрінута нічим іншим, як любов'ю і суцільним розумінням, тому що ми до тепер залишаємо я сім'єю.
  Щодо моєї подальшої участі в групі, то я надіюся, що я завжди буду з нею наскільки я зможу, надаючи свою безмежну підтримку братам, з якими я набув досвіду і так виріс після нашого першого дня разом і написання пісень у підвалі. Я б хотів подякувати своїм напарникам за те, що розділили цей шлях зі мною, у прямому і переносному значенні. Наша команда, всі ці великі та чудові групи що вивели нас на шлях солідного початку нашої кар'єри і допомогли нам пройти його. Найбільше хотів би подякувати кожному з вас, хто прийшов на ці шоу і зробили їх тим, чим вони стали для мене і для вас. Ви зробили це достойним у кінці.
22 серпня 2018 року гурт випустив новий сингл під назвою «Careful What You Wish For». 23 листопада вийшов ще один сингл «The Hell I Overcame».
18 червня 2019 року гурт випустив новий сингл «Burning Out» та анонсував новий альбом «Finding God Before God Finds Me», що вийшов 2 серпня 2019 року.
16 грудня 2019 року Bad Omens випустили нову пісню «Never Know» та анонсували майбутнє делюкс-видання альбому «Finding God Before God Finds Me», до якого увійшов той самий трек-лист, а також «Never Know» та дві інші нові пісні: «Limits» та кавер на Duran Duran «Come Undone». 16 січня 2020 року гурт випустив відеокліп на трек «Limits». Днем пізніше вони випустили свій кавер на «Come Undone».
У лютому і березні 2020 року гурт відправився у свій перший повноцінний хедлайнерський тур по США за підтримки Oh, Sleeper, Thousand Below і Bloodline. 13 березня решту туру було відкладено на невизначений термін через пандемію COVID-19.
У 2022 році, після того, як хедлайнером туру Voyeurist Tour став гурт Underoath, Bad Omens відправилися в турне з A Day to Remember, The Ghost Inside і Beartooth. 23 серпня гурт оголосив, що стане хедлайнером північноамериканського туру з Dayseeker, Make Them Suffer і Thousand Below. На початку 2023 року гурт відправився в турне Європою, за яким послідували короткі гастролі навесні за підтримки ERRA і Invent Animate. Після перерви влітку, восени 2023 року відбудеться тур Північною Америкою, знову ж таки за підтримки ERRA та I See Stars.
У червні 2023 року було підтверджено, що Bad Omens підтримають Bring Me The Horizon у їхньому турі у січні 2024 року.

## Музичний стиль
Пісні дебютного альбому групи переважно є про відчай, боротьбу за психічне здоров'я та залежності. Ноа Себастьян розказав про це під час інтерв'ю із «Sumerian Records» про сингл «The Worst In Me», зокрема:
  Це є про дуже сильні та нездорові відносини, у яких я перебував, але написана пісня у такому форматі, що підійде до всіх поганих звичок. Конкретніше, це є щось таке, що ти не можеш відпустити, навіть якщо це є недобре для тебе — чи то відносини, проблеми з наркотиками чи жахлива ситуація. Ти є залежним.  
Група і шанувальники неодноразово заявляли, що вони подібні до творчості «Bring Me the Horizon» у 2010-х. Це є зв'язано із скрипучим, середньо-високим голосом вокаліста Ноа Себастьяна та його скримінгом, що нагадує голос фронтмена «Bring Me the Horizon» Олівера Сайкса у 2013 під час релізу альбому «Sempiternal». Група назвала такі відгуки «улесливими, але що розчаровують».
Себастьян у тому ж інтерв'ю із «Alternative Press» (щодо «Bring Me the Horizon») зазначив, що, можливо, на нього і вплинула ця група, але його намір був звучати унікально і зробив зрозумілим, що групи є двома різними суб'єктами.
Себастьян далі розповів, що на нього впливали такі групи як «Linkin Park», «Deftones», «Slipknot», «Disturbed», «Thirty Seconds to Mars», «Depeche Mode», «The Weeknd» та «The Neighbourhood».

## Скандали
Спочатку передбачалося, що «Bad Omens» будуть відкривати тур  «Misery Will Find You Tour», хедлайнерами якого були «The Amity Affliction» та «Senses Fail». Але група відмовилася від цього за два місяці до початку туру, тому що їхній логотип був занадто малим на рекламному флаєрі. «Bad Omens» заявили, що обидві групи в основному «цькували» групу і вони не хотіли розгортати ніякої драми. Група звернулася до промоутерів і її осоромили через цю ситуацію. Через проблеми, що виникли, група випустила футболки, що пародіювали дану ситуацію. «Silent Planet» замінила «Bad Omens» у цьому турі.

## Склад групи
- Ноа Себастьян — головний вокал (2015–сьогодення); ударні (2015)
- Йоаким «Джоллі» Карлсон — соло-гітара, вокал (2015–сьогодення); ритм-гітара (2018–сьогодення)
- Ніколас Руфілло — бас, бек-вокал (2018–сьогодення); ритм-гітара (2015—2018); соло-гітара (2015)
- Нік Фоліо — ударні (2015–сьогодення)

Колишні учасники
- Вінсент Рік'є — бас, бек-вокал (2015—2018)

## Дискографія

### Студійні альбоми
| Назва альбому                   |  | Деталі                                                | Позиції у чартах | Позиції у чартах | Позиції у чартах | Позиції у чартах | Позиції у чартах |
| Назва альбому                   |  | Деталі                                                | US Heat          | US Indep         | US Hard Rock     | US Rock          |                  |
| ------------------------------- |  | ----------------------------------------------------- | ---------------- | ---------------- | ---------------- | ---------------- | ---------------- |
| Bad Omens                       |  | - Випущений: 19 серпня 2016 - Лейбл: Sumerian Records | 9                | 30               | 13               | 43               |                  |
| Finding God Before God Finds Me |  | - Випущений: 2 серпня 2019 - Лейбл: Sumerian Records  | —                | —                | —                | —                |                  |
| The Death of Peace of Mind      |  | - Випущений: 25 лютого 2022 - Лейбл: Sumerian Records | -                | -                | -                | -                |                  |

### Сингли
| Назва                        | Рік  | Альбом                          |
| ---------------------------- | ---- | ------------------------------- |
| «Glass Houses»               | 2015 | Bad Omens                       |
| «Exit Wounds»                | 2016 | Bad Omens                       |
| «The Worst in Me»            | 2016 | Bad Omens                       |
| «The Fountain»               | 2016 | Bad Omens                       |
| «Careful What You Wish For»  | 2018 | Finding God Before God Finds Me |
| «The Hell I Overcame»        | 2018 | Finding God Before God Finds Me |
| «Burning Out»                | 2019 | Finding God Before God Finds Me |
| «Said & Done»                | 2019 | Finding God Before God Finds Me |
| «The Death Of Peace Of Mind» | 2022 | The Death Of Peace Of Mind      |

### Музичні відео
| Назва                        | Рік  | Режисер                        | Посилання                                         |
| ---------------------------- | ---- | ------------------------------ | ------------------------------------------------- |
| «Glass Houses»               | 2015 | Orie McGinness                 | [Архівовано 24 квітня 2019 у Wayback Machine.]    |
| «Exit Wounds»                | 2016 | Orie McGinness                 | [Архівовано 14 квітня 2019 у Wayback Machine.]    |
| «The Worst in Me»            | 2016 | Orie McGinness                 | [Архівовано 6 серпня 2019 у Wayback Machine.]     |
| «The Fountain»               | 2016 | Orie McGinness                 | [Архівовано 29 лютого 2020 у Wayback Machine.]    |
| «Careful What You Wish For»  | 2018 | Orie McGinness                 | [Архівовано 26 листопада 2019 у Wayback Machine.] |
| «The Hell I Overcame»        | 2018 | Orie McGinness                 |                                                   |
| «Dethrone»                   | 2019 | Orie McGinness/ Noah Sebastian |                                                   |
| «Burning Out»                | 2019 | Orie McGinness                 |                                                   |
| «The Death Of Peace Of Mind» | 2021 | Orie McGinness                 |                                                   |
| «Artificial Suicide»         | 2022 | Orie McGinness                 |                                                   |
| «Like A Villain»             | 2022 | Orie McGinness                 |                                                   |
| «The Grey»                   | 2022 | Orie McGinness                 |                                                   |
| «Nowhere To Go»              | 2022 | Orie McGinness                 |                                                   |
| «Concrete Jungle»            | 2022 | Orie McGinness                 |                                                   |
| «Just Pretend»               | 2023 | Erik Rojas                     |                                                   |